# Živko Kasun
Živko Kasun (Severin, 1937 – Karlovac, 22 ottobre 2009) è stato un cestista jugoslavo.

## Carriera
Con la Jugoslavia ha conquistato la medaglia di bronzo ai Campionati europei del 1963